# Großburgwedel
Großburgwedel (niederdeutsch Groten Boorwee) ist die größte Ortschaft und Verwaltungssitz der Stadt Burgwedel in der niedersächsischen Region Hannover.

## Geschichte
Im Mittelalter bildete Großburgwedel zusammen mit Kleinburgwedel, Oldhorst, Neuwarmbüchen und Fuhrberg das Kirchspiel Burgwedel. Die Kirchenbücher sind ab 1661 erhalten. Bis 1974 gehörten alle diese Orte zum Landkreis Burgdorf. Nördlich der Kirche stand die schon im Spätmittelalter abgerissene Burg Burgwedel.

### Eingemeindungen
Im Zuge der Gebietsreform in Niedersachsen, die am 1. März 1974 stattfand, verlor die Gemeinde Großburgwedel ihre politische Selbständigkeit und wurde eine Ortschaft der neuen Gemeinde Burgwedel.

### Einwohnerentwicklung
| Jahr      | 1885  | 1910  | 1925  | 1933  | 1939  | 1950  | 1956  | 1961  | 1970  | 1973  | 2007   | 2020  |
| --------- | ----- | ----- | ----- | ----- | ----- | ----- | ----- | ----- | ----- | ----- | ------ | ----- |
| Einwohner | 1175  | 1309  | 1566  | 1531  | 1735  | 3616  | 3420  | 3705  | 5494  | 6737  | 10.306 | 9658  |
| Quelle    | [ 3 ] | [ 4 ] | [ 3 ] | [ 3 ] | [ 3 ] | [ 5 ] | [ 5 ] | [ 6 ] | [ 6 ] | [ 7 ] | [ 1 ]  | [ 1 ] |

|  |

## Religion
Die evangelische St.-Petri-Kirche, nach der die Kirchengemeinde benannt ist, ist eine teils romanische, teils gotische Kirche, die vermutlich um 1200 erbaut wurde. Die St.-Petri-Gemeinde ist eine Gemeinde der Evangelisch-lutherischen Landeskirche Hannovers. Diese unterhält neben der Kirche und dem Gemeindehaus auch das Pfarrhaus und den Gemeindekindergarten im Mitteldorf. Außerdem ist Großburgwedel Sitz des Kirchenkreisamtes Burgdorfer Land, das für die Kirchenkreise Burgdorf und Burgwedel-Langenhagen zuständig ist.
Die katholische St.-Paulus-Pfarrgemeinde gehört zum Dekanat Hannover. Ihr sechseckiges Kirchengebäude am Mennegarten wurde am 5. Februar 1966 vom Hildesheimer Bischof Heinrich Maria Janssen auf das Patronat des Apostels Paulus geweiht.
Die Neuapostolische Kirche befindet sich in unmittelbarer Nachbarschaft zur St.-Paulus-Kirche im Wohngebiet Osterwiesen.
Unter dem Namen „Freistil“ existiert seit Herbst 2005 auch eine evangelische Freikirche.

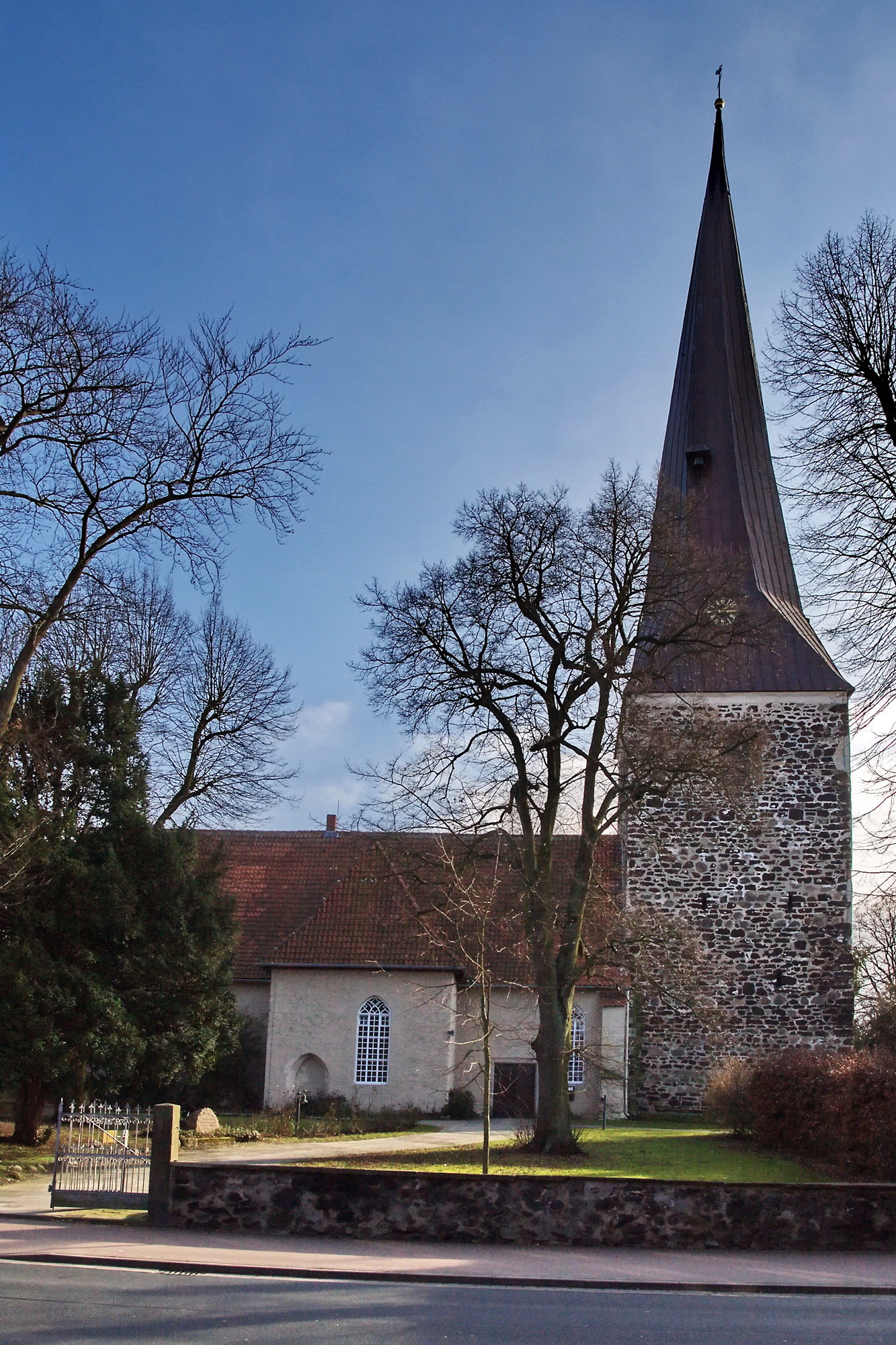
St.-Petri-Kirche in Großburgwedel
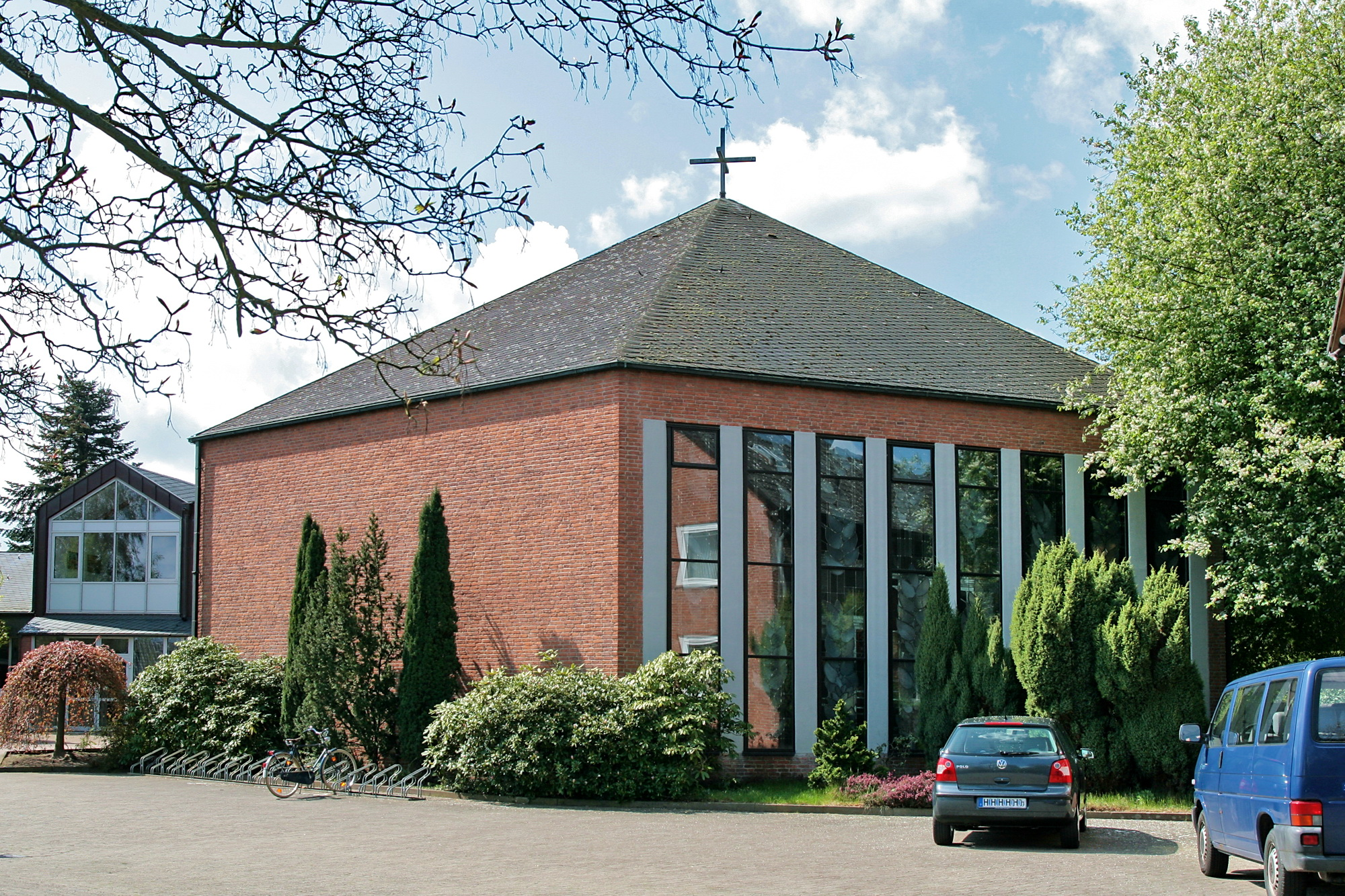
St.-Paulus-Kirche
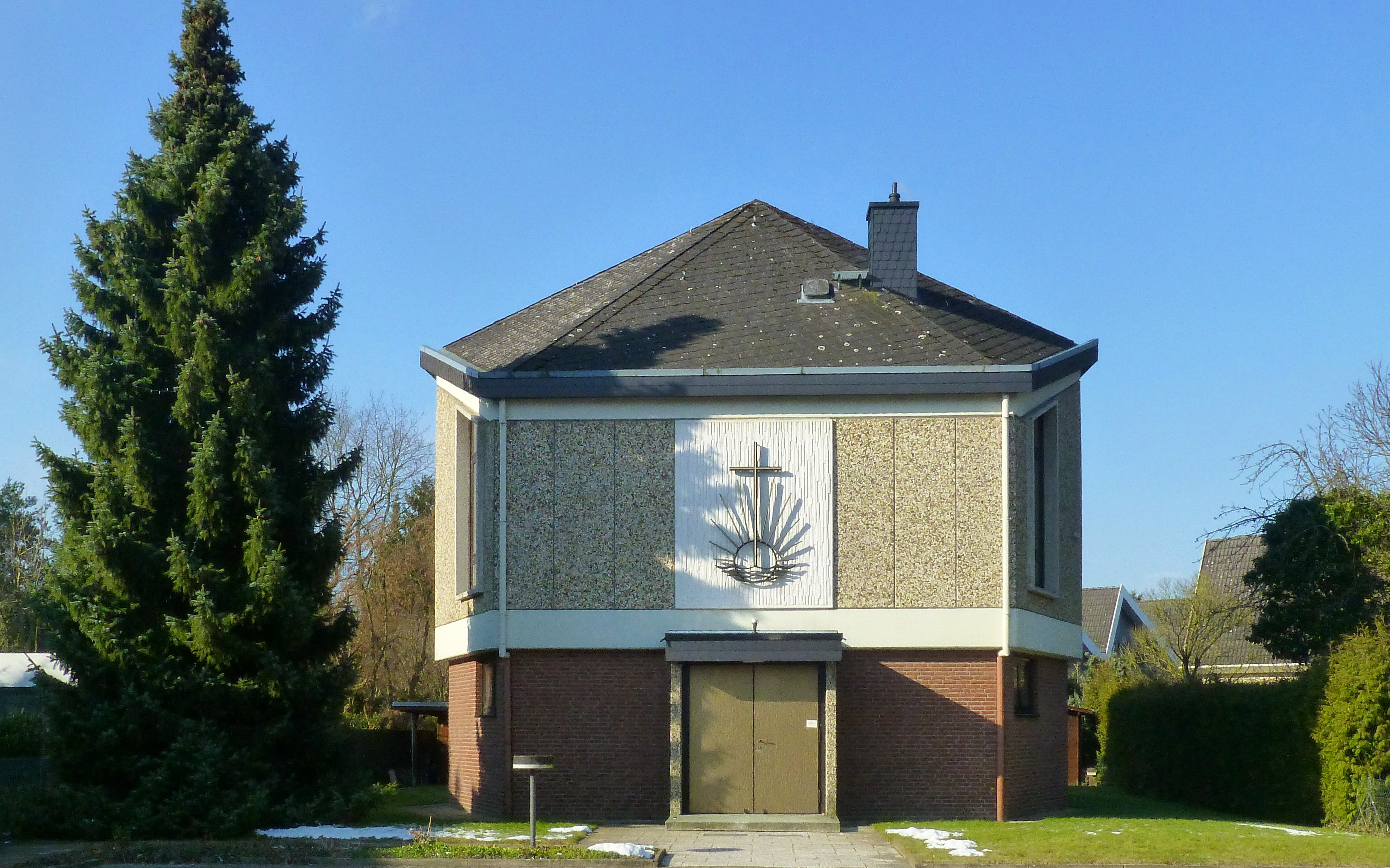
Neuapostolische Kirche

## Politik

### Ortsrat
Der Ortsrat Großburgwedel setzt sich aus neun Ortsratsmitgliedern (zwei Frauen und sieben Männer) folgender Parteien zusammen:
- CDU: 5 Sitze
- SPD: 3 Sitze
- AfD: 1 Sitz

(Stand: Kommunalwahl 11. September 2016)

### Ortsbürgermeister
Ortsbürgermeister von Großburgwedel ist Rolf Fortmüller (CDU). Sein Stellvertreter ist Jürgen Ocker (CDU).

### Wappen
Der Entwurf des Kommunalwappens von Großburgwedel stammt von dem Heraldiker und Wappenmaler Gustav Völker, der zahlreiche Wappen in der Region Hannover erschaffen hat. Das Wappen wurde am 1. Juni 1955 durch den Niedersächsischen Minister des Innern verliehen.
| Wappen von Großburgwedel | Blasonierung: „Durch Zinnenschnitt geteilt, oben in Gold mit drei roten Herzen, ein schreitender rotbewehrter, blauer Löwe. Unten in Rot fünf silberne Windmühlen in der Stellung (3 : 2).“ |
| Wappen von Großburgwedel | Wappenbegründung: Großburgwedel war jahrhundertelang Zubehör und zeitweise Mittelpunkt der Grafschaft Burgwedel, einer Freigrafschaft, die als Vorläuferin der späteren Amtsvogtei Burgwedel aufzufassen ist und bis ins 19. Jahrhundert hinein für die freien Bauern dieses Gebietes gewisse Sonderrechte festgehalten hat. Als Zeichen der Freigrafschaft ist, ähnlich wie bei den 14 Gemeinden des „Großen Freien“ im Südteil des Kreises Burgdorf, ein Löwe in das Wappen übernommen. Nach alten Beschreibungen hatte Großburgwedel um 1800 nicht weniger als fünf Windmühlen. |

## Kultur und Sehenswürdigkeiten

### Bauwerke
In Großburgwedel befinden sich das Rathaus der Stadt Burgwedel und andere Einrichtungen der Stadt wie zum Beispiel die Bücherei, ein Krankenhaus der Region Hannover, der Bauhof und das Freibad.
- Die St.-Petri-Kirche ist um 1200 entstanden (siehe unter: Religion).
- Eine große Zahl teils sehr alter Fachwerkhäuser ziert das Ortsbild, das durch eine meist angepasste modernere Bebauung ergänzt wird.

### Naturdenkmale
- 2 Stieleichen (125- und 130-jährig)

### Fotogalerie

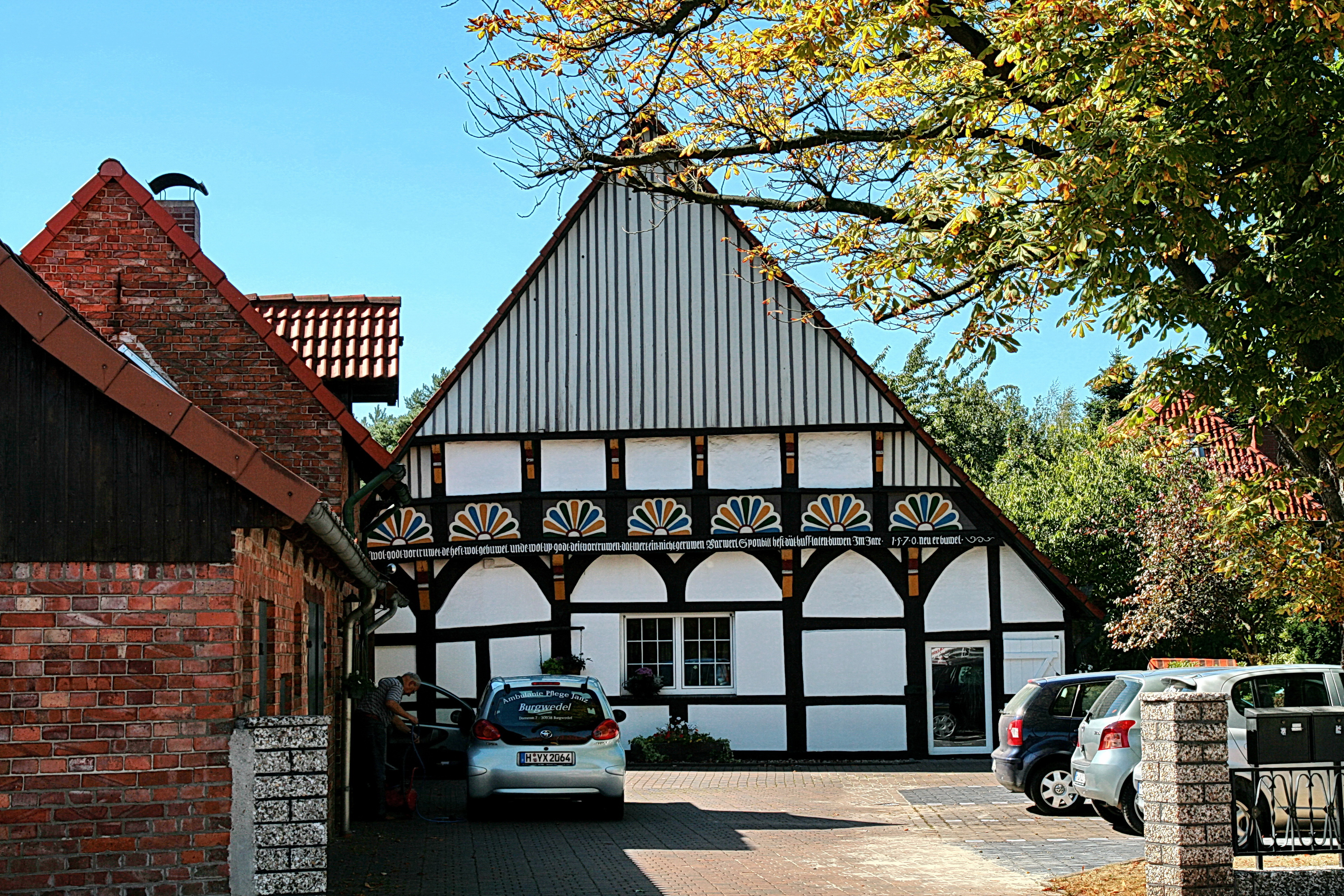
Fachwerkhaus von 1570
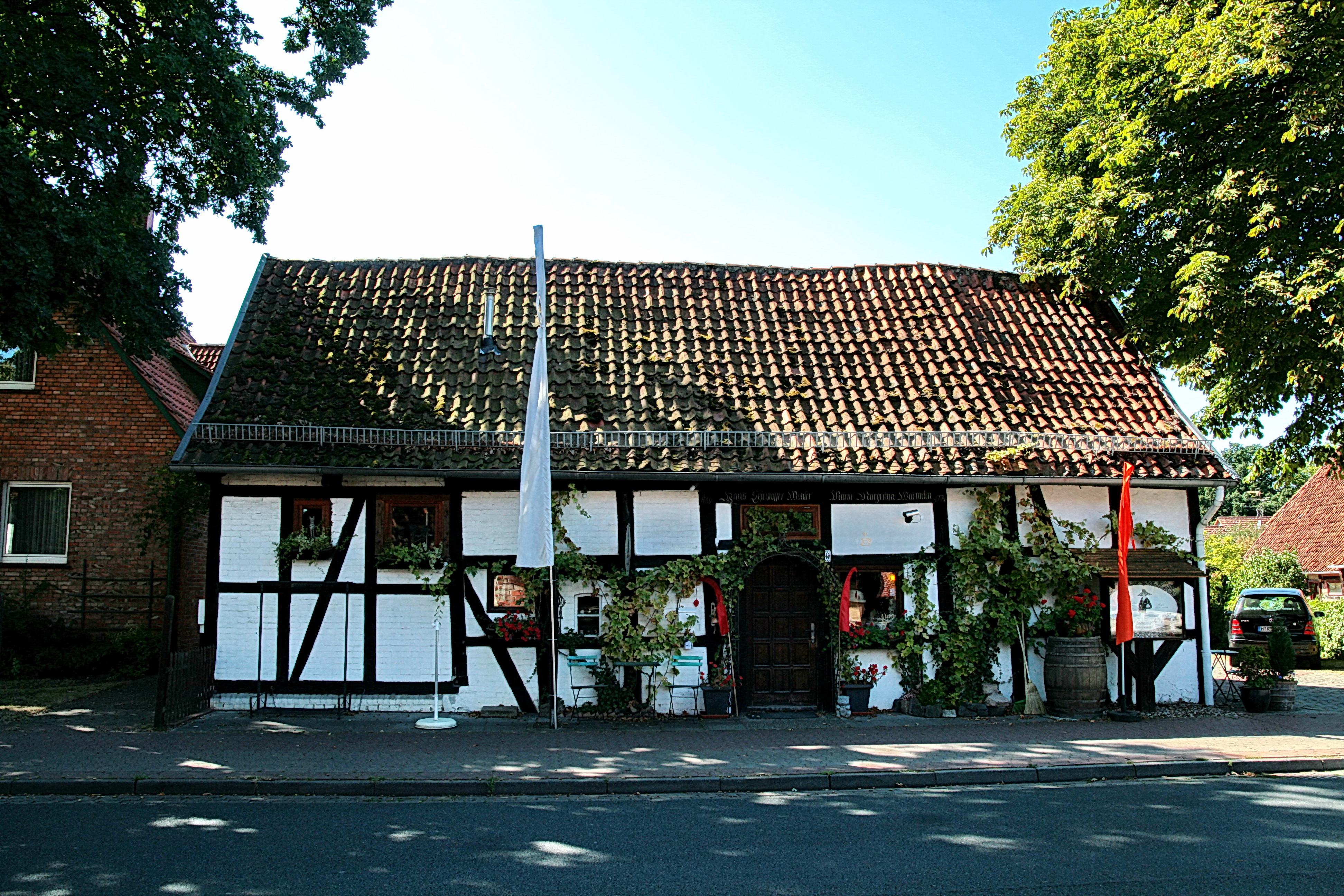
Fachwerkhaus von 1774
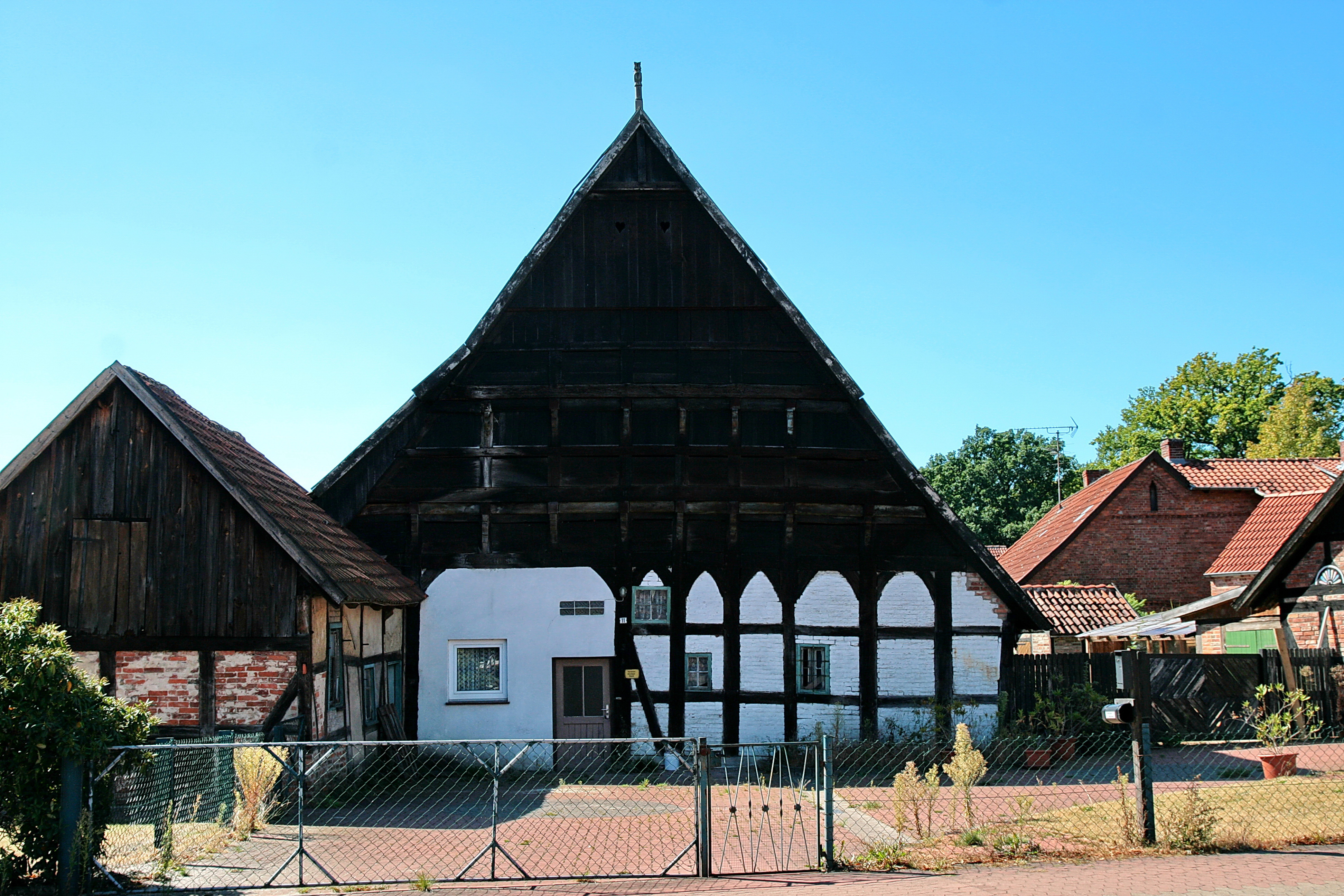
Fachwerkhaus
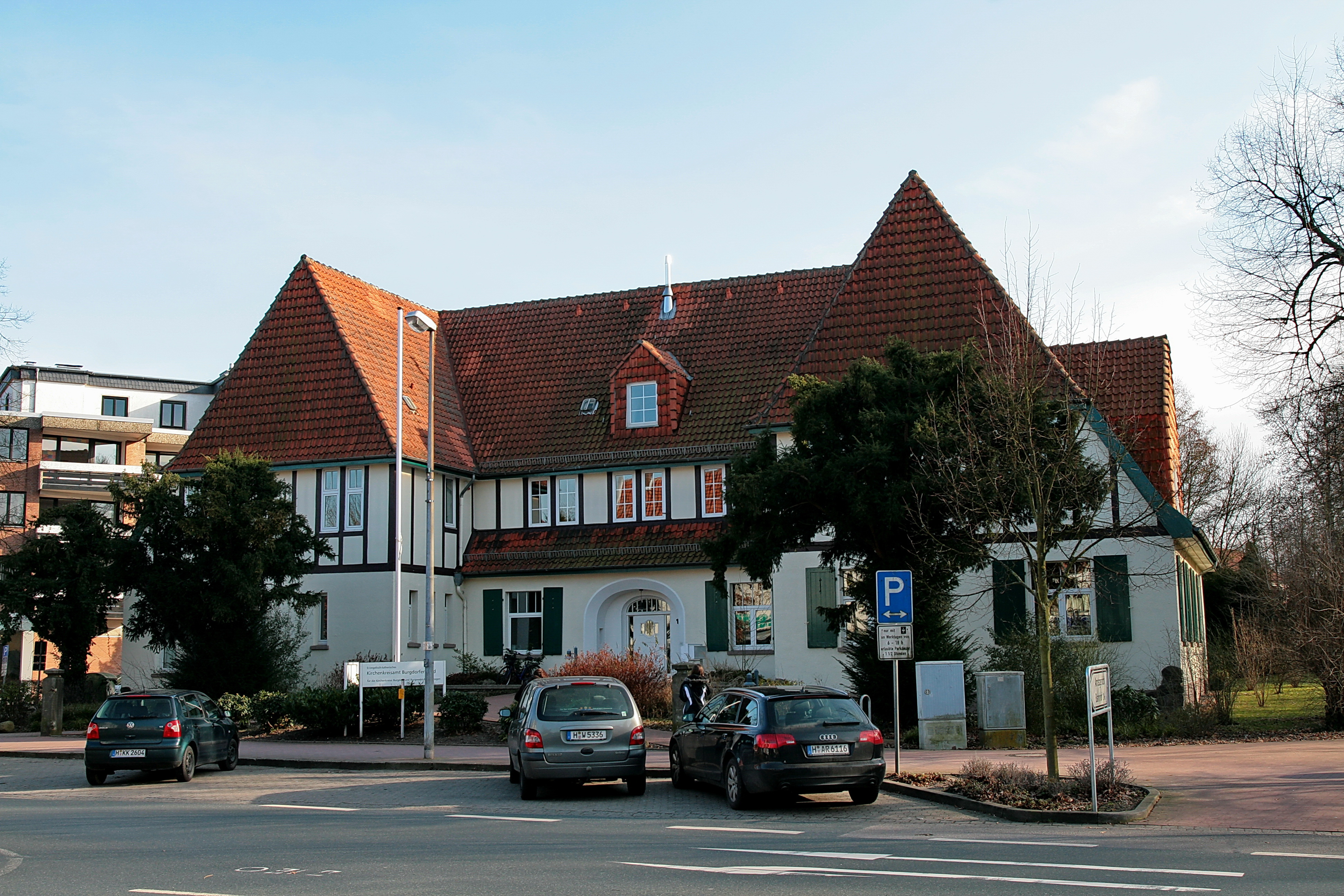
Kirchenkreisamt
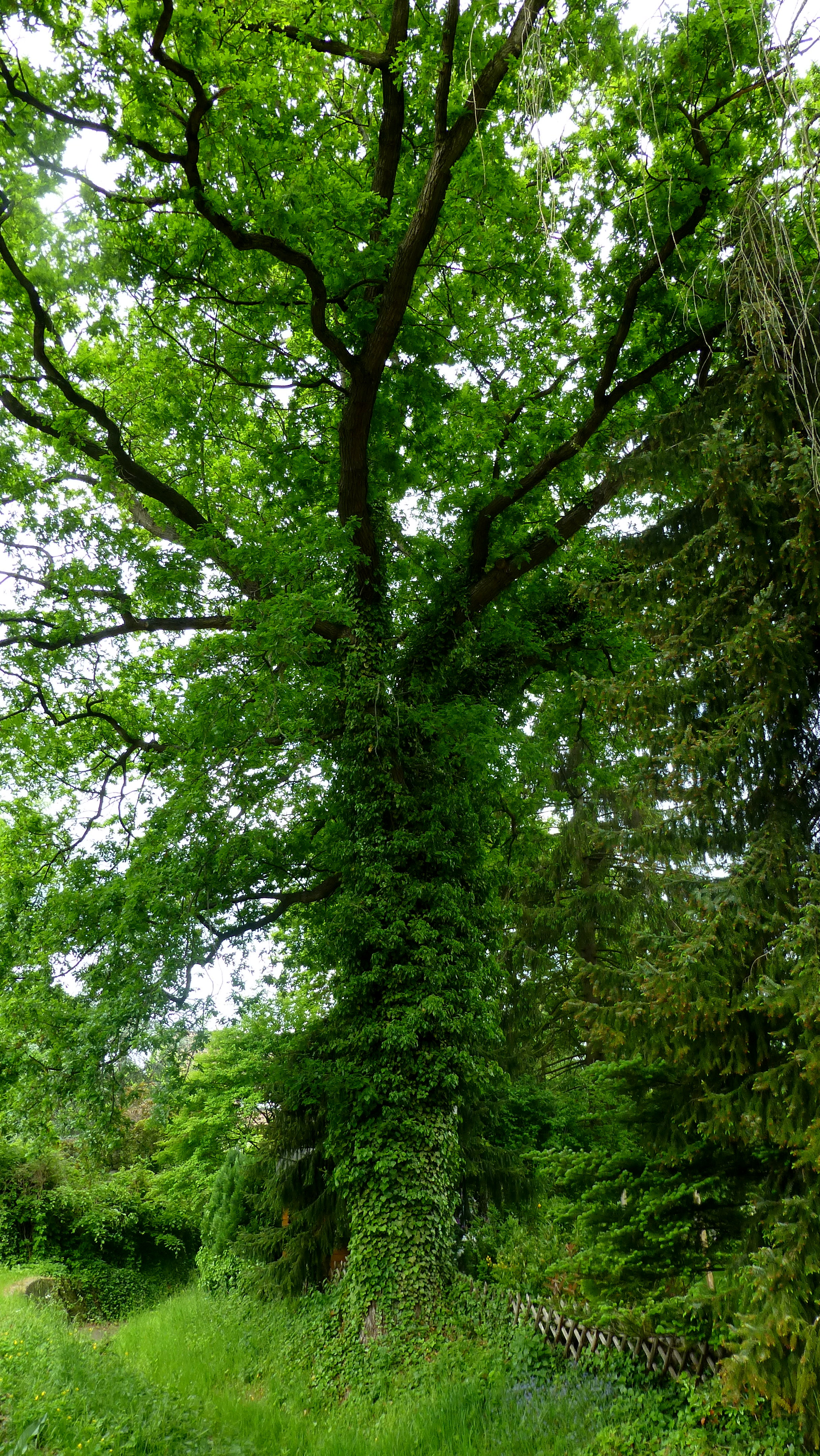
125-jährige Stieleiche
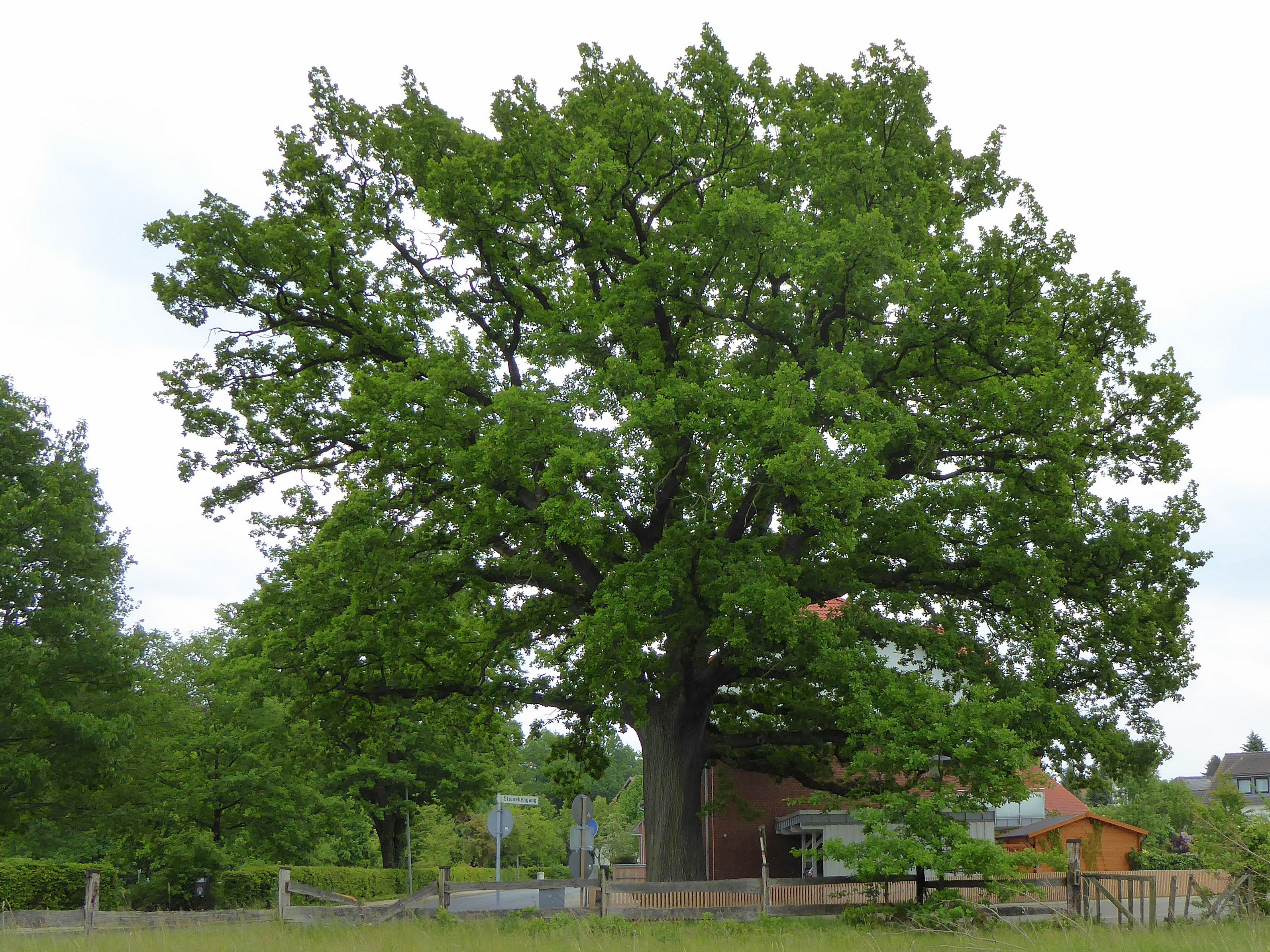
130-jährige Stieleiche

## Wirtschaft und Infrastruktur

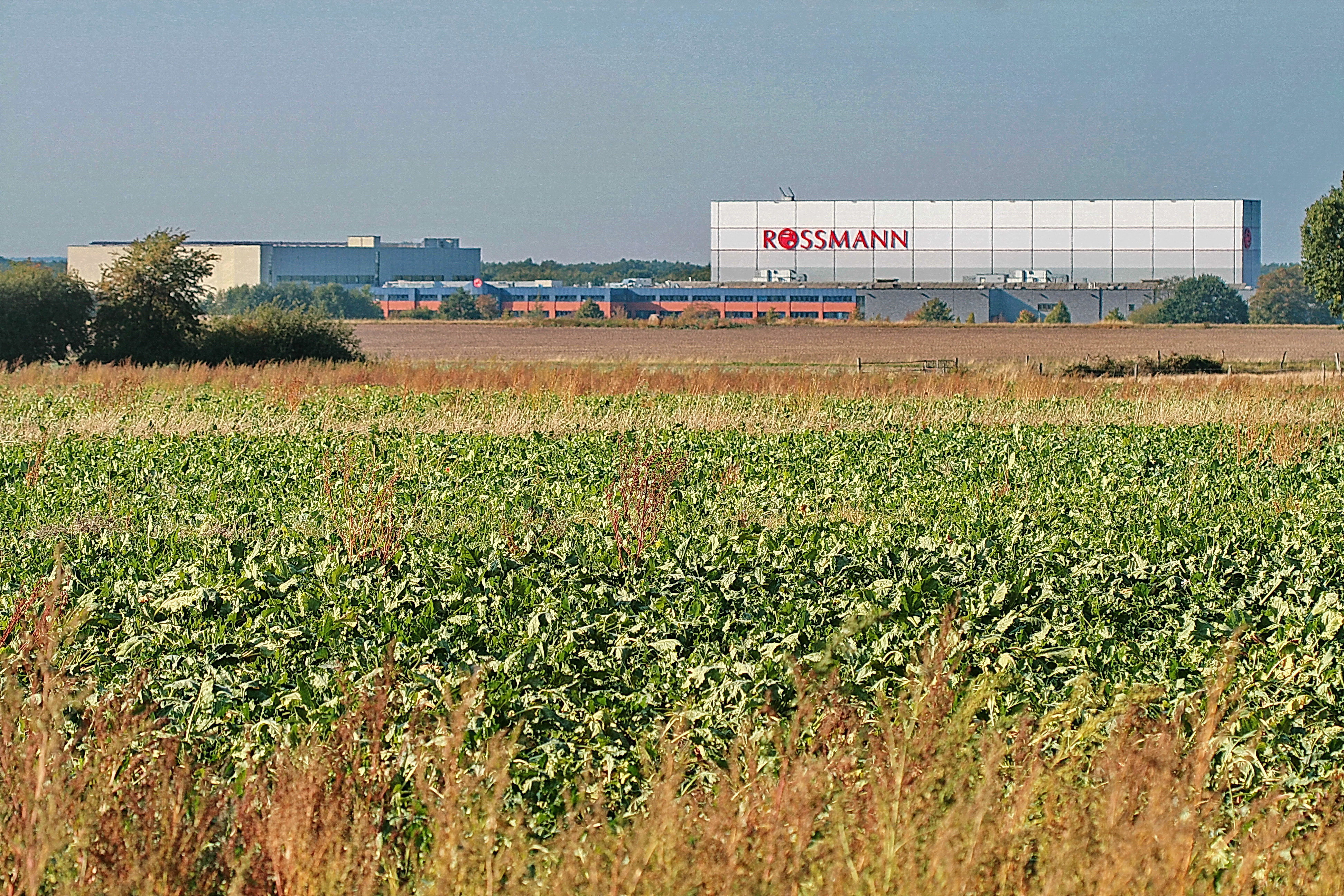
Rossmann-Zentrale

### Unternehmen
In Großburgwedel sind die Firmensitze der Drogeriekette Rossmann, der Firma Kind Hörgeräte und des Herstellers von Back- und Lebensmitteldekorationsartikeln Pickerd. Außerdem befindet sich in Großburgwedel eine Filiale der Möbelkette IKEA. Im Großburgwedeler Gewerbegebiet finden sich unter anderem auch Niederlassungen von Fiege Logistik,  Lauda Dr. R. Wobser, Biotec, Merck Sharp & Dohme GmbH und Steinlen GmbH.

### Bildung
Das Gymnasium Großburgwedel, welches aus der allgemeinen Oberschule entstand, hat eine lange Geschichte, in welcher es ebenfalls manchmal die Räumlichkeiten gewechselt hat: Nach dem Zweiten Weltkrieg zog es zunächst in die damalige Volksschule, in welcher heute die Grundschule Großburgwedel ist. Aufgrund von großer Platznot wurde der Neubau am jetzigen Standort gebaut, der am 12. Mai 1965 eröffnet wurde. Bald mussten wegen weiterhin wachsenden Schülerzahlen auch Räumlichkeiten von Real- und Hauptschule (s. u.) genutzt werden. In den 70er Jahren war es mit knapp 1900 Schülerinnen und Schülern das größte Gymnasium in Niedersachsen.
In direkter Nachbarschaft befinden sich auch die ehemalige Real- und Hauptschule, welche von den unteren Jahrgängen beginnend bis zum Jahrgang 2016/17 in eine Oberschule umgewandelt wird; ab diesem Jahrgang wird die Oberschule zu einer IGS. 1972 waren dort die Räumlichkeiten fertiggestellt, mussten jedoch teilweise an das Gymnasium (s. o.) übertragen worden. Nachdem im Gebäude die nun abgeschaffte Orientierungsstufe Platz fand, sind zurzeit wieder Klassen des Gymnasiums im Gebäude untergebracht. Ferner befindet sich auch die Albert-Schweitzer-Schule mit dem Schwerpunkt Lernen als Förderschule am Schulzentrum.

### Verkehr
Großburgwedel hat eine Anschlussstelle (54) an der Bundesautobahn 7, die westlich am Ort vorbeiführt. Durch den Ort verlaufen die Landesstraßen L 381 und L 383. Zwischen L 383 und L 381, L 381 und Kreisstraße K 113 sowie zwischen K 113 und L 383 befinden sich Ortsumgehungen.
Großburgwedel liegt an der Bahnstrecke Hannover–Celle und wird stündlich von Zügen der Metronom Eisenbahngesellschaft bedient. Die bereits 1913 begonnene Strecke von Langenhagen an der Heidebahn nach Celle, auch „Hasenbahn“ genannt, wurde erst am 15. Mai 1938 eröffnet. Seitdem war das Führen der Züge Hamburg–Süddeutschland ohne den Umweg über Lehrte und Kopfmachen in Hannover möglich. Seit dem 2. November 1964 war die Strecke zweigleisig befahrbar. Bis 1956 fuhr außerdem die Linie 17 der Straßenbahn Hannover bis nach Großburgwedel.

## Persönlichkeiten

### Söhne und Töchter des Ortes
- Heinrich Paxmann (1531–1580), Ethnologe, Rektor und Mediziner
- Beate Henriette von Eltze (1681–1713), Tochter des Großburgwedeler Oberstleutnants, Amtsvogts und Landhauptmannes Ludolf Henning von Eltz und der Dorothea Leveke Reiche aus Hannover (siehe auch: Ludolf Arnold Heinrich Reinbold)
- Otto Wöhler (1894–1987), General im Zweiten Weltkrieg
- Hartmut Badenhop (1930–2025), evangelischer Theologe
- Johann-Dietrich Griemsmann (1941–2013), Zeichner, Maler, Collagist und Bildhauer
- Lothar Fritz Freie (1955–1982), Todesopfer an der Berliner Mauer
- Barbara Zibell (* 1955), Stadt- und Regionalplanerin
- Harro Schmidt (* 1957), Bildender Künstler in den Bereichen Multimedia, Installationskunst und Malerei, zudem ist er als Kurator tätig
- Rüdiger Leitlof (* 1959), ehemaliger Radrennfahrer und Juniorenweltmeister im Radsport
- Ingo Siegner (* 1965), Kinderbuchautor und Illustrator
- Hakan Orbeyi (* 1971), Schauspieler
- Stefan Heuer (* 1971), Schriftsteller
- Hendrik Hoppenstedt (* 1972), Jurist und Politiker (CDU)
- Ulas Kilic (* 1975), Schauspieler
- Bettina Zimmermann (* 1975), Schauspielerin
- Jan Hille (* 1978), Filmeditor
- Katja Munck (* 1979), Basketballnationalspielerin
- Kerstin Weißenborn (* 1980), Hockeynationalspielerin
- Valmir Sulejmani (* 1996), Fußballspieler
- Léon Schäfer (* 1997), Leichtathlet
- Jannis Heuer (* 1999), Fußballspieler
- Danjo Leonhardt (* 2002), Eishockeyspieler

### Personen, die mit dem Ort in Verbindung stehen
- Ludolf Arnold Heinrich Reinbold (1679/1680–1735), Hofrat, juristischer Amtsvogt, Privatsekretär und Geheimer Kanzleisekretär sowie Gutsbesitzer in Großburgwedel
- Georg Ludwig Grote (1788–1868), Verwaltungsjurist, war 1816 Amtsschreiber und 1818 Amtsassessor in Großburgwedel
- Wilhelm von Oswald (1859–1936), Industrieller, starb in Großburgwedel
- Albert David (1866–1940), Allgemeinmediziner, nach ihm wurde die Dr.-Albert-David-Straße in Großburgwedel genannt, mit einem Mahnmal für zivile Opfer am Kirchlichen Friedhof und einem Stolperstein (Ecke Burgdorfer-/Hannoversche Straße) wurde er geehrt, starb in Großburgwedel
- Fritz Goy (1877–1948), Architekt, Schriftsteller, Zeichner und Maler, starb in Großburgwedel
- Auguste Brauns (1893–1990), Krankenpflegerin, Schulgründerin und Kommunalpolitikerin (SPD, FDP), wohnte in Großburgwedel und gehörte dort dem Gemeinderat an
- Bernhard Beschoren (1898–1982), Geologe, er schuf kartographische Veröffentlichungen und kriegsbedingt nicht veröffentlichte Aufnahmen u. a. von Großburgwedel
- Hans Bettex (1899–1963), Schweizer und später deutscher Architekt und Kommunalpolitiker (parteilos), er wirkte beratend für die Pestalozzi-Stiftung in Großburgwedel
- Erich Stoll (1900–nach 1980), Kommunalpolitiker, Heimatforscher und Autor sowie Lehrer und Schulrektor in Großburgwedel
- Kurt Griemsmann (* im 20. Jahrhundert), Heimatforscher, Autor sowie Gründer und Leiter der Volkshochschule in Großburgwedel, er verfasste umfangreiche Chroniken mit zahlreichen Illustrationen vor allem mit historischem Bildmaterial u. a. zu dem Ort Großburgwedel
- Karl Kleyser (1909–1996), Offizier, starb in Großburgwedel
- Heinz-Joachim Müller-Lankow (1910–1979), Polizei- und Heeresoffizier, zuletzt Brigadegeneral der Bundeswehr, von 1966 bis 1968 war er Kommandeur der Heeresoffizierschule I, starb in Großburgwedel
- Marianne Flügge-Oeri (1911–1983), schweizerisch-deutsche Juristin, sie war eine Vorkämpferin für Frauenrechte und die Frauenbildung in Niedersachsen, von 1967 bis 1976 übernahm sie den Vorsitz des in Großburgwedel tätigen Vereins St. Christophersiedlung e. V.
- Lenchen Kunow (1911–1989), Sport-Funktionärin und Autorin, starb in Großburgwedel
- Hildegard Braukmann (1912–2001), Kosmetikerin, Unternehmerin und Stifterin, sie gründete 1962 in Großburgwedel das nach ihr benannte Hildegard Braukmann-Kräuterkosmetik-Unternehmen
- Gertrud Bünner (1912–2011), Rhythmikerin, sie arbeitete als Volksschullehrerin an der Anstaltsschule Großburgwedel
- Hans Merkle (1918–1993), Fußballspieler und Fußballtrainer, am Ende seiner Trainerlaufbahn war er von 1970 bis 1983 Verbandssportlehrer vom Schleswig-Holsteinischen Fußballverband in der Sportschule Malente, starb in Großburgwedel
- Hartmut Behrendt (1935–2020), Offizier des Heeres, zuletzt Generalmajor der Bundeswehr, starb in Großburgwedel
- Günter Nagel (1936–2020), Landschaftsarchitekt und Hochschullehrer, er plante im Jahr 2000 ein Grünordnungskonzept in Großburgwedel
- Horst Podlasly (1936–2007), Fußballtorhüter, starb in Großburgwedel
- Helmut Neddermeyer (* 1938), niedersächsischer Politiker (GRÜNE) und ehemaliges Mitglied des Niedersächsischen Landtages, von 1968 bis 1973 war er am Gymnasium in Großburgwedel tätig
- Patrick Collon (* 1942), belgischer Orgelbauer, er schuf 1996 die Orgel der örtlichen St.-Petri-Kirche
- Karina Türr (1942–2016), Kunsthistorikerin, Autorin, Herausgeberin, emeritierte Hochschullehrerin und Galeristin, starb in Großburgwedel
- Heidrun Schlieker (* 1943), Lehrerin, Malerin, Illustratorin und niederdeutsche Autorin, sie unterrichtete an der Grundschule in Großburgwedel, wo sie bereits vor vielen Jahren eine Plattdeutsch-AG ins Leben rief
- Martin Kind (* 1944), Geschäftsführer Kind Hörgeräte und Präsident von Hannover 96
- Dirk Roßmann (* 1946), Gründer der Dirk Rossmann GmbH
- Klaus von der Brelie (1949–2016), Journalist, starb in Großburgwedel
- Verena Dohrn (* 1951), Historikerin, Slawistin und Publizistin mit Arbeitsschwerpunkten in der Neueren Geschichte und Kultur Ostmittel- und Osteuropas, insbesondere in der jüdischen Geschichte und Kultur, sie besuchte das Gymnasium in Großburgwedel
- Christina Jehne (* 1951), Designerin und Fachbuchautorin, 2005 eröffnete sie eine Malschule in Großburgwedel
- Ulrich Tukur (* 1957), Schauspieler und Musiker, er machte 1977 sein Abitur am Gymnasium Großburgwedel
- Hans Christian Brandy (* 1958), evangelischer Theologe, seit dem 1. April 2010 ist er Landessuperintendent für den Sprengel Stade der Evangelisch-lutherischen Landeskirche Hannovers, er machte sein Abitur in Großburgwedel
- Christian Wulff (* 1959), Politiker (CDU), zehnter Bundespräsident
- Gundis Zámbó (* 1966), Model, Schauspielerin und Moderatorin
- Derek Meister (* 1973), Schriftsteller und Drehbuchautor
- Bettina Wulff (* 1973), ist die zweite Ehefrau des ehemaligen deutschen Bundespräsidenten Christian Wulff; sie wuchs in Großburgwedel auf
- Steven Cherundolo (* 1979), ehemaliger US-amerikanischer Fußballspieler und heutiger -trainer
- Benjamin Gallein (* 1986), Koch, ehemaliger Küchenchef des Sterne-Restaurants Ole Deele in Großburgwedel